# Mario Puccini (pittore)

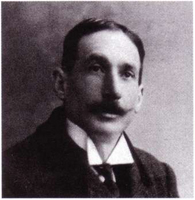
Mario Puccini

Mario Puccini (Livorno, 28 giugno 1869 – Firenze, 18 giugno 1920) è stato un pittore italiano.

## Biografia
Pittore livornese, artista bizzarro ma geniale, considerato da alcuni critici d'arte il più significativo insieme a  Oscar Ghiglia tra i postmacchiaioli, era figlio di un fornaio. Studiò prima alle scuole tecniche e nel 1884 si iscrisse all'Accademia di belle arti di Firenze. Fu allievo di Giovanni Fattori, in compagnia di Giuseppe Pellizza da Volpedo, di Cesare Ciani e i Plinio Nomellini. In questo momento la sua pittura registra echi puristi che derivano da Silvestro Lega.
Conseguito il diploma tornò a Livorno, dove cominciò la propria attività artistica. A seguito di una crisi depressiva, insorta dopo una delusione d'amore, venne ricoverato dal 1893 al 1898, prima all'Ospedale civile di Livorno, poi all'Ospedale psichiatrico di San Niccolò. La lunga degenza impresse una svolta alla sua vita. Dal 1898 al 1906 si sa poco di lui e sembra che abbia lavorato nella trattoria di famiglia. 
La sua pittura, che in primo tempo si riferiva all'esperienza di Fattori e di Plinio Nomellini, non è più poetica, dal punto di vista narrativo, ma improntata ad un violento cromatismo che ne permea le forme. Il disegno diventa elemento subordinato, rispetto al colore. Per gli aspetti biografici della sua esistenza e per queste caratteristiche stilistiche, Mario Puccini è stato considerato il «Van Gogh livornese»
A questo proposito Raffaele De Grada scrisse: «Mario Puccini è un grande pittore che, se si fosse portato su un piano culturale più largo, poteva diventare non inferiore, nel suo aspetto ruggente, al conterraneo [...] Amedeo Modigliani».

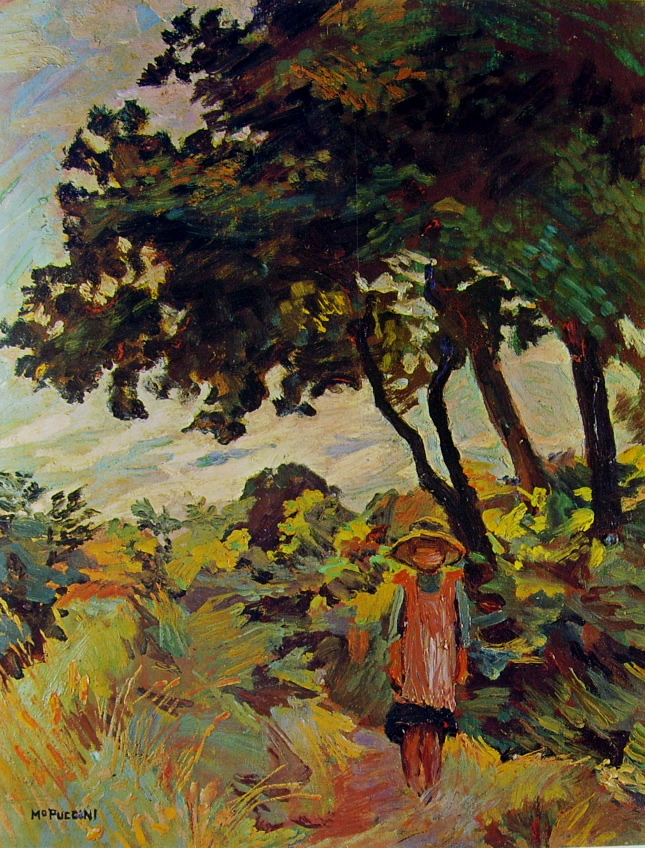
Bambina nei campi, 1916

Ridotto in miseria, si ritirò a Borgo Cappuccini, adattandosi a vivere come merciaiolo ambulante. Si racconta che abbia estratto da scatole di tonno l'olio per stemperare i colori. Dipingeva barche, pescatori, moli, strade di paese. 
Intorno al 1908 iniziò a frequentare il Caffè Bardi, sin dal 1908 divenuto centro di ritrovo di artisti livornesi quali Renato Natali, Gino Romiti, Giovanni March, Oscar Ghiglia, Giovanni Bartolena, Corrado Michelozzi, Mario Cocchi, Gastone Razzaguta e descritto come il «Famoso esercizio pubblico, in piazza Cavour [...] frequentato dalla "branca", formata in prevalenza da pittori livornesi» Mario Puccini decorò le pareti del Caffè Bardi con carboncini e con due dipinti. Lasciò la cantina dove dipingeva e si trasferì nella bottega di un ciabattino. 
Nel 1912 si recò in Francia, a Digne, presso il fratello che era attore. Tornato a Livorno, fino al 1914 si firmava Pochein. Le sue condizioni fisiche peggiorarono, ma i suoi quadri, che toccavano tematiche sociali, avevano trovato un mercato. Si trasferì nella portineria di una villa, poi in Maremma. Mario Puccini è morto di tubercolosi, aggravata dall'eccesso di lavoro all'aria aperta.
A Livorno le sue onoranze funebri causarono polemiche, nell'ambiente artistico della città, determinando la scissione della Federazione Artistica Livornese e la conseguente nascita del Gruppo Labronico.
Se si escludono i soggetti francesi, frutto del suo soggiorno a Digne, dove intraprese una rilettura personale dell'opera di Cézanne, egli dipinse prevalentemente marine e ambientazioni di Livorno.
La salma di Puccini fu deposta in un loculo provvisorio del Cimitero della Misericordia di Livorno; solo nel 1988 i suoi resti furono collocati nel Famedio di Montenero, dove, sin dalla morte, i suoi amici avrebbero voluto collocarne la salma, a cura del Gruppo Labronico . Nel 1949 gli venne dedicata una via a Quercianella.
Questo limite narrativo della sua pittura, sommato a quello strutturale che si concretizzava nella preferenza per un formato medio-piccolo dei suoi quadri, ha finito per negargli la patente di pittore internazionale.

## Opere
- Coste rocciose in Italia (1907),
- Il muraglione dell'antico Lazzaretto a Livorno (1908),
- Vele al Sole,
- Barconi a fortezza,
- Barconi in darsena,
- Pescatorello,
- Scogli a Antignano,
- La Metallurgica II (1913),
- Porto di Livorno,
- Strada di campana (1915),
- Bosco (1915-1916),
- Bambina nei campi (1916)
- Minaccia di tempesta,
- Pasture in Maremma .